# جيم كلارك (لاعب كرة قاعدة أمريكي)
جيم كلارك (بالإنجليزية: Jim Clark)‏ هو لاعب كرة قاعدة أمريكي، ولد في 30 أبريل 1947 في كانساس سيتي في الولايات المتحدة.

## وصلات خارجية
- جيم كلارك (لاعب كرة قاعدة أمريكي) على موقعبيزبول رفرنس.كوم (الدوري الرئيسي) (الإنجليزية)